# 鈴木照雄
鈴木 照雄（すずき てるお、1946年9月5日 - ）は、長野県阿智村出身の元プロ野球選手（外野手、内野手）。

## 来歴・人物
塚原学園天竜高等学校（経営譲渡後廃校。現在は跡地に長野県松川高等学校が開校）から大東文化大学に進学。首都大学野球リーグでは1966年秋季リーグから一部昇格を果たすが、同季の2位が最高順位で優勝には届かなかった。
1967年秋季リーグでベストナイン（遊撃手）に選出される。大学を中退し河合楽器に入社。
1969年から3年連続で都市対抗野球大会に出場。
1971年のドラフト11位で阪神タイガースに指名され入団。大東文化大出身としては、同年ドラフトでロッテオリオンズに入団した鈴木弘とともに初のプロ選手となった。
二軍暮らしが続き、一軍では1試合しか出場できなかった。
1975年オフに、片岡新之介・加藤博一との交換トレードで五月女豊とともに太平洋クラブライオンズに移籍。
1976年は主に代走、外野の守備固めとして53試合に出場。
1977年9月23日には二塁手として初の先発出場を果たすが、日本ハムの野村収に抑えられ2打数無安打に終わる。
1978年には山村善則の控えとして起用され、三塁手として7試合に先発。しかし打撃面で低迷が続き、クラウンライターライオンズが西武鉄道へ身売りするタイミングで同年限りに引退。
引退後は、後身の西武ライオンズで関西と北信越の一部を担当。初めて担当した選手は河合楽器の後輩の大石友好。清原和博、垣内哲也、和田一浩、松井稼頭央、中島裕之、中村剛也、栗山巧、炭谷銀仁朗など多くの選手をスカウトした。
2006年オフに退団後、兵庫県の少年野球「神戸甲南ボーイズ」の監督に就任するも、西武球団の不正スカウト問題の件で一時的に謹慎したことがある。

## 詳細情報

### 年度別打撃成績
| 年 度    | 球 団           | 試 合 | 打 席 | 打 数 | 得 点 | 安 打 | 二 塁 打 | 三 塁 打 | 本 塁 打 | 塁 打 | 打 点 | 盗 塁 | 盗 塁 死 | 犠 打 | 犠 飛 | 四 球 | 敬 遠 | 死 球 | 三 振 | 併 殺 打 | 打 率 | 出 塁 率 | 長 打 率 | O P S |
| -------- | --------------- | ----- | ----- | ----- | ----- | ----- | -------- | -------- | -------- | ----- | ----- | ----- | -------- | ----- | ----- | ----- | ----- | ----- | ----- | -------- | ----- | -------- | -------- | ----- |
| 1974     | 阪神            | 1     | 1     | 1     | 0     | 0     | 0        | 0        | 0        | 0     | 0     | 0     | 0        | 0     | 0     | 0     | 0     | 0     | 0     | 0        | .000  | .000     | .000     | .000  |
| 1976     | 太平洋 クラウン | 53    | 4     | 4     | 11    | 1     | 0        | 0        | 0        | 1     | 0     | 3     | 3        | 0     | 0     | 0     | 0     | 0     | 0     | 0        | .250  | .250     | .250     | .500  |
| 1977     | 太平洋 クラウン | 14    | 3     | 3     | 1     | 1     | 0        | 0        | 0        | 1     | 0     | 0     | 0        | 0     | 0     | 0     | 0     | 0     | 1     | 0        | .333  | .333     | .333     | .667  |
| 1978     | 太平洋 クラウン | 28    | 19    | 19    | 3     | 1     | 0        | 0        | 0        | 1     | 0     | 0     | 1        | 0     | 0     | 0     | 0     | 0     | 2     | 2        | .053  | .053     | .053     | .105  |
| 通算:4年 | 通算:4年        | 96    | 27    | 27    | 15    | 3     | 0        | 0        | 0        | 3     | 0     | 3     | 4        | 0     | 0     | 0     | 0     | 0     | 3     | 2        | .111  | .111     | .111     | .222  |

- 太平洋（太平洋クラブライオンズ）は、1977年にクラウン（クラウンライターライオンズ）に球団名を変更

### 記録
- 初出場：1974年9月25日、対中日ドラゴンズ24回戦（阪神甲子園球場）、5回裏に上辻修の代打で出場
- 初盗塁：1976年4月6日、対ロッテオリオンズ前期1回戦（平和台野球場）、7回裏に二盗（投手：倉持明、捕手：土肥健二）
- 初安打：1976年8月5日、対近鉄バファローズ後期5回戦（平和台野球場）、9回裏に太田幸司から単打
- 初先発出場：1977年9月23日、対日本ハムファイターズ後期13回戦（後楽園球場）、2番・二塁手で先発出場

### 背番号
- 45 （1972年 - 1975年）
- 23 （1976年 - 1978年）